# Pawieł Suchoj

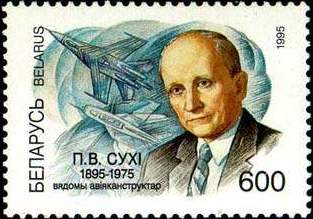
Białoruski znaczek z 1995 roku wydany w 20 rocznicę śmierci konstruktora

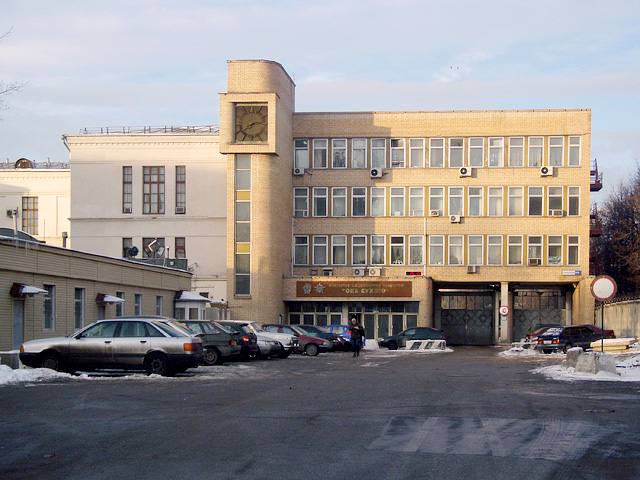
Biuro projektowe Suchoja obecnie

Pawieł Osipowicz Suchoj (ros. Павел Осипович Сухой, ur. 10 lipca?/22 lipca 1895 w Głębokiem, zm. 15 września 1975 w Moskwie) – radziecki konstruktor lotniczy, dwukrotny Bohater Pracy Socjalistycznej (1957 i 1965). Od jego nazwiska pochodzi oznaczenie samolotów Su.

## Życiorys
Pawieł Suchoj urodził się 22 lipca 1895 w Głębokiem w Cesarstwie Rosyjskim, w białoruskiej rodzinie nauczyciela Osipa Suchoja i jego żony Jelizawiety, miał pięć sióstr. Od dziecka interesował się lotnictwem. Po zdaniu w 1914 matury z wyróżnieniem zaczął studia na uniwersytecie moskiewskim na wydziale matematyczno-fizycznym, w 1915 zmienił uczelnię na moskiewską Wyższą Szkołę Techniczną. W 1916 został wcielony do armii rosyjskiej, po ukończeniu szkoły wojskowej walczył na froncie północno-zachodnim w oddziale karabinów maszynowych. Po demobilizacji, w latach 1918–1920 uczył matematyki w szkole kolejarskiej, po czym kontynuował studia na Moskiewskim Uniwersytecie Technicznym. Od 1924, jeszcze przed ukończeniem studiów, podjął z rekomendacji Tupolewa pracę w Centralnym Instytucie Aero- i Hydrodynamiki (CAGI), a w 1925 roku obronił pracę dyplomową. Pracował następnie w biurze projektowym Tupolewa w CAGI, uczestnicząc w różnych projektach. W latach 1926–1927 był po raz pierwszy wiodącym projektantem samolotu ANT-5 (I-4) (będącego pierwszym radzieckim myśliwcem o konstrukcji całkowicie metalowej). Kierował następnie zespołem nr 3 w oddziale konstrukcyjnym sekcji konstrukcji doświadczalnych (KOSOS) CAGI (projekty: I-14, ANT-25, DB-2). W 1936 wyjechał do USA w składzie komisji do spraw zakupu samolotów, gdzie zapoznał się z nowymi technologiami. Od 1936 Suchoj został zastępcą Pietlakowa jako naczelnika Zakładu Konstrukcji Doświadczalnych (ZOK) Głównego Zarządu Przemysłu Lotniczego (GUAP). Jego biuro uzyskało pewną samodzielność i zaczęło projektować samoloty, noszące od grudnia 1940 roku, po zmianie nazewnictwa samolotów, oznaczenie Su, od inicjałów konstruktora. Jedynym projektem, który wszedł w tym okresie do produkcji, był lekki bombowiec Su-2, który wziął udział w II wojnie światowej, nie był jednak produkowany w dużej liczbie. W sierpniu 1939 roku Suchoj został wyznaczony głównym konstruktorem zakładu nr 135 w Charkowie produkującego Su-2, lecz w marcu 1940, na jego prośbę, powierzono mu nowo zorganizowany doświadczalny zakład nr 289 w Podlipkach, w którym zorganizowano jego biuro konstrukcyjne. Podczas wojny biuro opracowało szereg prototypów samolotów, które jednak nie były kierowane przez władze do produkcji, jak myśliwiec wysokościowy Su-1 (I-330) – październik 1940. Niezrealizowany pozostał m.in. udany samolot szturmowy Su-6 (przegrał w konkurencji z Iłem-2).
Tuż po II wojnie światowej jego biuro badało zdobyczne niemieckie samoloty (np. Messerschmitt Me 262) i przeszło na konstruowanie samolotów odrzutowych, które jednak również nie trafiały do produkcji. Między innymi w 1946 zbudował prototyp Su-9 (pierwszy o tym oznaczeniu) jako jednego z pierwszych radzieckich myśliwców odrzutowych. Po katastrofie prototypu myśliwca przechwytującego Su-15 (pierwszego o tym oznaczeniu) w 1949 biuro konstrukcyjne Suchoja zostało jednak rozformowane i podporządkowane Tupolewowi.
Dopiero po śmierci Stalina w 1953 radzieckie władze ponownie zorganizowały biuro konstrukcyjne OKB-1 Suchoja, w 1954 przemianowane na OKB-51. Biuro Suchoja stało się wówczas najważniejszym obok biura MiG konstruktorem lekkich samolotów bojowych w ZSRR. Masowo produkowano myśliwce przechwytujące Su-9 i Su-15, samoloty szturmowe i myśliwsko-bombowe Su-7, Su-17/20/22, Su-24 i samolot szturmowy Su-25, przy czym biuro Suchoja było podstawowym radzieckim konstruktorem samolotów tych kategorii. Warto zauważyć, że numeracja typów samolotów częściowo powtarzała się po wcześniejszych nieprodukowanych prototypach.
Po śmierci Suchoja jego biuro konstrukcyjne kontynuuje oznaczanie samolotów Su, różnicując przy tym asortyment (Su-37, Su-38, Su-47 Su-49, Su-62 itp.). Imieniem Suchoja nazwano jego biuro konstrukcyjne (ros. OKB Suchogo), a przedsiębiorstwo OAO Kompania Suchoj powstałe wokół tego biura jest obecnie największym holdingiem zajmującym się produkcją lotniczą w Rosji.
Jego grób znajduje się na cmentarzu Nowodziewiczym w Moskwie.